# Deroceras reticulatum
La babosa Deroceras reticulatum es una especie de gastrópodo terrestre perteneciente a la familia Agriolimacidae. Es una importante plaga para la agricultura.

## Distribución
Como especie nativa se la encuentra en Europa, Norte de África y e islas del Océano Atlántico.
Como especie no nativa se la observó en varios países de América del Sur, tales como Venezuela, Argentina, Chile, Uruguay, Colombia, Perú y Brasil.